# Franz Rontag

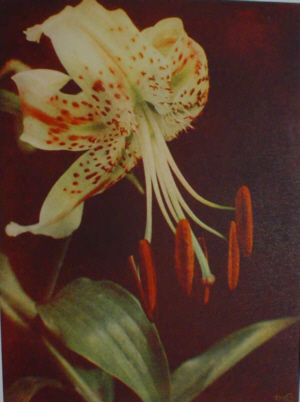
Goldbandlilie 1932, ein 4-Farben-Bromölumdruck von F. Rontag

Franz Rontag (* 3. September 1897; † 2. November 1980 in Wien) war Amateurfotograf und Meister des Mehrfarben-Bromölumdrucks.

## Leben
Rontag lebte in Wien, begann seine Berufskarriere als Maschinenschlosser, arbeitete auch einige Jahre in Holland, wo er zu fotografieren begann. Er gründete vor dem Zweiten Weltkrieg eine Familie und war nach dem Krieg Mitarbeiter der Österreichischen Wirtschaftskammer, wobei er sich als Referent für die Weiterbildung von Lehrlingen auf internationaler Ebene hervortat.
Franz Rontag war Amateurfotograf, hielt Fotokurse und Vorträge an Volkshochschulen in Wien und man zollte ihm Anerkennung und Auszeichnungen in nationalen und internationalen Foto-Ausstellungen in den 1930er Jahren. Seine zahlreichen 3-Farben-Bromölumdrucke erregten internationales Interesse. Er stellte in Antwerpen (Iris Kerst Salon, 1933/34), bei der III. Internationalen Ausstellung des Verbands österreichischer Amateur-Photographen Vereine (1934), im Premier Salon International de Charleroi (Belgien, 1934), in der Birmingham Photographic Society, bei der Exhibition of Colour Photographs at the University of Cambridge Camera Club (1936), im Hampshire House Photographic Society (1936) und im Oxford University Camera Club (1937) aus. Sein Name wird in der Biobibliographie der Fotosammlung der Albertina geführt.
Er wurde neben dem international bekannten Porträtisten Franz Katolicky als hervorragender „Farbkünstler“ genannt.
Um die 60 Motive wurden von Franz Rontag in Mehrfarben-Bromölumdrucken und in großformatigen Diapositiven und Stereobildern dargestellt.